# Jamie Hamilton
Jamie Hamilton (Newton Mearns, 1º marzo 2002) è un calciatore scozzese, difensore dell'East Kilbride in prestito dall'Ayr Utd.

## Caratteristiche tecniche
È un difensore centrale.

## Carriera

### Club
Cresciuto nel settore giovanile dell'Hamilton Academical, debutta in prima squadra il 24 agosto 2019 in occasione dell'incontro di Scottish Premiership perso 3-1 contro il Motherwell.

### Nazionale
Ha giocato nelle nazionali giovanili scozzesi Under-16, Under-17, Under-18 ed Under-19.

## Statistiche
Statistiche aggiornate al 12 marzo 2021.

### Presenze e reti nei club
| Stagione        | Squadra             | Campionato      | Campionato | Campionato | Coppe nazionali | Coppe nazionali | Coppe nazionali | Coppe continentali | Coppe continentali | Coppe continentali | Altre coppe | Altre coppe | Altre coppe | Totale | Totale | Totale |
| Stagione        | Squadra             | Comp            | Pres       | Reti       | Comp            | Pres            | Reti            | Comp               | Pres               | Reti               | Comp        | Pres        | Reti        | Pres   | Reti   |        |
| --------------- | ------------------- | --------------- | ---------- | ---------- | --------------- | --------------- | --------------- | ------------------ | ------------------ | ------------------ | ----------- | ----------- | ----------- | ------ | ------ | ------ |
| 2018-2019       | Hamilton Academical | PL              | 0          | 0          | CS+CdL          | 0               | 0               |                    | -                  | -                  | CC          | 1           | 0           | 1      | 0      |        |
| 2019-2020       | Hamilton Academical | PL              | 12         | 0          | CS+CdL          | 1+1             | 0               |                    | -                  | -                  | CC          | 2           | 0           | 16     | 0      |        |
| 2020-2021       | Hamilton Academical | PL              | 21         | 0          | CS+CdL          | 0               | 0               |                    | -                  | -                  | CC          | 0           | 0           | 21     | 0      |        |
| Totale carriera | Totale carriera     | Totale carriera | 33         | 0          |                 | 2               | 0               |                    | -                  | -                  |             | 3           | 1           | 38     | 1      |        |

## Palmarès

### Club

#### Competizioni nazionali
- Scottish Challenge Cup: 1

Hamilton Academical: 2022-2023
- Lowland Football League: 1

East Kilbride: 2024-2025